# Rubik R-25
Die Rubik R-25 Mokány ist ein ungarisches Hochleistungs-Segelflugzeug der Standardklasse. Mokány bezeichnet im Ungarischen eine kompakte, untersetzte, „bullige“ Person.

## Geschichte
Die R-25 wurde zum Ende der 1950er Jahre von Ernő Rubik im Flugzeugwerk Esztergom entwickelt und markiert mit ihren Vorgängern R-23 Gébics und R-24 Bibic im ungarischen Segelflugzeugbau den Übergang von der Holz- zur Ganzmetallbauweise. Wie andere Rubik-Segelflugzeugkonstruktionen wies auch sie einige individuelle Baumerkmale auf, wie die Form des Rumpfbugs oder die der Luftbremsen, auf die der Konstrukteur insgesamt drei Weltpatente erhalten hatte. Der Prototyp absolvierte seinen Erstflug, mit dem Kennzeichen HA–4300 versehen, am 29. September 1960. Für das Jahr 1961 war der Bau von 20 Exemplaren zur Verwendung als Leistungssegler für die ungarischen Fliegerklubs geplant, doch blieb es letztendlich bei diesem Exemplar. Lediglich die Tragflügel wurden zusammen mit dem Rumpf der R-27 Kópé zur Entwicklung der E-31 Esztergom genutzt.

## Konstruktion
Die R-25 ist ein freitragender Schulterdecker in Ganzmetall-Schalenbauweise. Der hintere Rumpfabschnitt besteht aus einem genieteten Röhrenrumpf aus Aluminium, einem Rubik-Patent. Auch der Rumpfbug weist mit der Torsions-Flügelnasenbeplankung aus selbsttragendem Wellblech ein typisches Konstruktionsmerkmal von Rubik auf. Eine dritte von ihm bei diesem Modell verwirklichte Erfindung sind die in die Rumpfseiten integrierten, ausklappbaren „Fledermaus“-Luftbremsen auf beiden Seiten hinter der Pilotenkabine. Die Tragflächen sind bis zum Holm metallbeplankt und dahinter stoffbespannt und mit Spalt-Querrudern versehen. Das Leitwerk ist V-förmig mit 90° Öffnung ausgeführt und ebenfalls zur Hälfte mit Metall und Stoff verkleidet. Das Fahrwerk besteht aus einem nichteinziehbaren Hauptrad mit Gummifederung und einer Gleitkufe.

## Technische Daten
| Kenngröße              | Daten                                                                     |
| ---------------------- | ------------------------------------------------------------------------- |
| Besatzung              | 1                                                                         |
| Länge                  | 7,30 m                                                                    |
| Spannweite             | 15,00 m                                                                   |
| Flügelfläche           | 11,20 m²                                                                  |
| Flügelstreckung        | 20,1                                                                      |
| Profil                 | NACA 643 618 modifiziert                                                  |
| Gleitzahl              | 31,2 bei 82 km/h                                                          |
| Geringstes Sinken      | 0,68 m/s bei 75 km/h                                                      |
| Rüstmasse              | 200 kg                                                                    |
| Zuladung               | 84 kg                                                                     |
| Startmasse             | 284 kg                                                                    |
| Flächenbelastung       | 25,40 kg/m²                                                               |
| Höchstgeschwindigkeit  | 220 km/h (zulässig) 135 km/h im Flugzeugschlepp 115 km/h im Windenschlepp |
| Mindestgeschwindigkeit | 64 km/h                                                                   |
| Landegeschwindigkeit   |                                                                           |